# Podróż apostolska Jana Pawła II do Austrii (1998)
Podróż apostolska Jana Pawła II do Austrii – 83. podróż apostolska Jana Pawła II, podczas której w dniach 19–21 czerwca 1998 papież odwiedził Austrię.

## Przebieg pielgrzymki

### 19 czerwca 1998
- 11:00 – przylot papieża na lotnisko w Salzburgu[1]. Powitanie przez prezydenta Austrii Thomasa Klestila, kanclerza Viktora Klimę, nuncjusza apostolskiego arcybiskupa Donato Squicciariniego, arcybiskupa Wiednia kardynała Christopha Schönborna i innych biskupów austriackich[1]. Przejazd do benedyktyńskiego opactwa św. Piotra[1].
- 15:30 – msza w katedrze w Salzburgu[1]. Odlot do Wiednia[1].

Papież wylądował na lotnisku w Salzburgu około godziny 11. Miasto obchodziło wówczas 1200-lecie swego istnienia. W uroczystości powitalnej w porcie lotniczym udział wziął m.in. prezydent Austrii Thomas Klestil, kanclerz Viktor Klima, nuncjusz apostolski arcybiskup Donato Squicciarini, arcybiskup Wiednia Christoph Schönborn i grupa biskupów austriackich. Z lotniska Jan Paweł II przejechał odkrytym samochodem ku centrum miasta, do najstarszego w Austrii opactwa benedyktyńskiego św. Piotra, założonego przez św. Ruperta w 696. Tu papież modlił się przed Najświętszym Sakramentem, a mnisi z miejscowej wspólnoty zakonnej śpiewali hymn Veni, Creator Spiritus. W opactwie papież krótko wypoczął oraz zjadł obiad z ordynariuszem Salzburga Georgiem Ederem. O godzinie 15:30 udał się odkrytym samochodem do salzburskiej katedry św. Ruperta. Tu pomodlił się przed Najświętszym Sakramentem i przechodząc do zakrystii, poświęcił figurę Matki Bożej Fatimskiej. Potem odprawił mszę świętą ku czci Najświętszego Serca Pana Jezusa, którą koncelebrowali kardynałowie i biskupi austriaccy, a także biskupi z Niemiec, Słowenii, Chorwacji i kapłani z archidiecezji salzburskiej. Na mszy obecni byli: prezydent Klestil, członkowie prezydium Ekumenicznej Rady Kościołów Austrii i zwierzchnicy kościołów niekatolickich. Homilia papieska poświęcona była działalności misyjnej. Po modlitwach papież przejechał samochodem na lotnisko i odleciał do Wiednia (Schwechat), gdzie po niedługim powitaniu z lokalnymi władzami udał się do siedziby wiedeńskiej nuncjatury apostolskiej, w której zamieszkał na czas swojej wizyty.

### 20 czerwca 1998
- 10:00 – spotkanie z prezydentem Austrii, przedstawicielami władz państwowych, korpusem dyplomatycznym i przedstawicielami organizacji międzynarodowych[1].
- 12:00 – powrót do nuncjatury apostolskiej i modlitwa Anioł Pański[1].
- 13:00 – przejazd do Sankt Pölten – nawiedzenie romańskiej katedry i modlitwa przed Najświętszym Sakramentem[1]. Przejazd do Landhauspark i msza[1].

O godzinie 10 papież złożył kurtuazyjną wizytę prezydentowi Klestilowi w Hofburgu, gdzie również spotkał się z korpusem dyplomatycznym i przedstawicielami organizacji międzynarodowych. Wygłosił przemówienie dotyczące zjednoczenia Europy i globalizacji gospodarki. Po spotkaniu powrócił do siedziby nuncjatury i z okna tej rezydencji odmówił Anioł Pański z około 3000 Polaków zgromadzonymi u stóp budynku. Wspominał też zwycięstwo króla Jana III Sobieskiego nad muzułmanami w bitwie pod Wiedniem w 1683. Po południu udał się samochodem do Sankt Pölten (65 km), gdzie powitał go miejscowy ordynariusz biskup Kurt Krenn w towarzystwie władz lokalnych. Nawiedził tu katedrę Wniebowzięcia Najświętszej Maryi Panny i przejechał samochodem do Landhausviertel, gdzie odprawił mszę świętą wotywną do Ducha Świętego w intencji powołań, którą koncelebrowali m.in. kardynałowie Angelo Sodano, Franz König oraz Christoph Schönborn, arcybiskup Kolonii Joachim Meisner i biskup Nitry Ján Chryzostom Korec. W modlitwach uczestniczył również prezydent Klestil, a także po około 3000 wiernych z Polski i Węgier. Papież pobłogosławił też krzyż (12 m wysokości), który pozostał na miejscu jako pamiątka podróży. Po mszy Jan Paweł II powrócił samochodem do Wiednia.

### 21 czerwca 1998
- 9:00 – msza beatyfikacyjna Marii Restytuty Kafki, Jakuba Kerna i Antoniego Marii Schwartza na placu Bohaterów w Wiedniu[1]. Spotkanie z członkami Konferencji Episkopatu Austrii[1].
- 16:00 – spotkanie w hospicjum dla nieuleczalnie chorych[1].
- 18:30 – odlot do Rzymu[1].

O godzinie 9 papież przybył na plac Bohaterów w centrum Wiednia. Odprawił tam mszę świętą, podczas której beatyfikował troje Sług Bożych: Marię Restytutę Kafkę, Jakuba Kerna i Antoniego Marię Schwartza. W uroczystościach uczestniczyły znaczne grupy pielgrzymów z Polski, Czech, Słowacji, Węgier i Niemiec. Obecni byli także prezydenci Austrii, Litwy i Rumunii, jak również przedstawiciele kościoła prawosławnego, anglikańskiego i innych wyznań chrześcijańskich. Mszę świętą koncelebrowało ośmiu kardynałów, czterdziestu biskupów i dwustu kapłanów. Wśród obecnych byli m.in. kardynałowie Christoph Schönborn i Franciszek Macharski oraz arcybiskupi Edward Nowak, Marian Jaworski, Juliusz Paetz i Jan Martyniak. Papież wygłosił homilię poświęconą świętości, odmówił modlitwę Anioł Pański i pozdrowił pielgrzymów spoza Austrii, w tym licznie zgromadzonych Polaków. Potem udał się do siedziby arcybiskupstwa wiedeńskiego, gdzie spotkał się z przedstawicielami Konferencji Episkopatu Austrii (papieża powitał przewodniczący konferencji, biskup Johann Weber). Jan Paweł II wygłosił przemówienie, którego głównym tematem był dialog zbawienia, który powinien być obecny wewnątrz kościoła, jak i w jego kontaktach ze światem zewnętrznym. Po spotkaniu papież przejechał do hospicjum dla nieuleczalnie chorych prowadzonego przez wspólnotę Caritas Socialis. W hospicyjnej kaplicy spotkał się z 80 chorymi, którym ukazywał chrześcijański sens cierpienia. Sprzeciwił się też eutanazji. Potem odwiedził dziesięciu bardzo ciężko chorych pacjentów w ich pokojach. Po wizycie papież przejechał na lotnisko, gdzie odbyła się ceremonia pożegnalna z udziałem prezydenta Klestila. Papież w przemówieniu podkreślił wielką rolę Austrii w jednoczącej się Europie, która potrzebuje odrodzenia duchowego. O godzinie 18:30 samolot odleciał do Rzymu (Ciampino), a stamtąd papież helikopterem przeleciał do Watykanu, gdzie wylądował około godziny 21:00.